# تایکی، هوکایدو
تایکی، هوکایدو (به لاتین: Taiki, Hokkaido) یک منطقهٔ مسکونی در ژاپن است که در Tokachi Subprefecture واقع شده‌است. تایکی ۶٬۲۶۶ نفر جمعیت دارد.